# Raymond Stieber
Pour les articles homonymes, voir Stieber.
Raymond Stieber, né le 2 avril 1936 à Strasbourg et mort le 15 juillet 2025 à Fegersheim,, est un footballeur français qui dispute l'ensemble de sa carrière professionnelle de 1959 à 1967 au Racing Club de Strasbourg. Son poste de prédilection est défenseur ou milieu défensif.

## Carrière
Raymond Stieber est formé au Racing Club de Strasbourg de 1955 à 1958. Il rejoint alors les rangs du Football Club de Mulhouse pendant une saison, club avec lequel il participe au championnat de France amateur 1958-1959, soit le troisième niveau de la hiérarchie du football français. Il remporte avec Mulhouse la Coupe d'Alsace de football 1959.
Après cette saison mulhousienne, Raymond Stieber retourne au Racing Club de Strasbourg et y signe son premier contrat de footballeur professionnel à l'été 1959. Il dispute son premier match en championnat de France de football sous le maillot strasbourgeois à l'âge de 23 ans le 16 août 1959 contre le Nîmes Olympique.
Durant sa carrière professionnelle, il joue avec le RC Strasbourg 198 matchs de Division 1 et 27 de Division 2 de 1959 à 1967. Sur cette période, il totalise 273 rencontres en compétitions officielles pour 6 buts marqués. À l'issue de sa carrière professionnelle, il rejoint le club amateur d'Obernai.
Raymond Stierber occupe également le poste d'entraîneur du club du Neudorf FCO en 1981-1982 dans le championnat de Division 4, soit au quatrième niveau de la hiérarchie du football français.

## Palmarès
- Vainqueur de la Coupe de France 1965-1966 avec le RC Strasbourg
- Finaliste de la Coupe Charles Drago 1961 avec le RC Strasbourg
- Vainqueur de la Coupe de la Ligue 1963-1964 avec le RC Strasbourg
- Vainqueur de la Coupe d'Alsace 1958 et 1961 avec le RC Strasbourg, et 1959 avec le FC Mulhouse